# Торегельди
Торегельди́ (каз. Төрегелді) — село у складі Байзацького району Жамбильської області Казахстану. Входить до складу Жанатурмиського сільського округу.
У радянські часи село називалось Підсобне хозяйство.
Населення — 59 осіб (2021; 94 у 2009, 184 у 1999, 70 у 1989).